# Joan López Alegre
Joan López Alegre (Vilassar de Mar, 12 d'abril de 1968) és un professor i polític català. Va ser diputat al Parlament de Catalunya en la VII legislatura pel Partit Popular de Catalunya; després va ser Secretari de Comunicació de Valents, partit del qual el 14 de juliol de 2023 la seva presidenta Eva Parera va anunciar la presentació d'un concurs de creditors i la dissolució.

## Biografia
És llicenciat en geografia i història per la Universitat de Barcelona i estudis de comunicació i màrqueting per ESADE. Ha treballat de professor de secundària i batxillerat a l'Escola Viaró i ha format part de la junta directiva de l'Associació de Màrqueting Jurídic. És patró de la Fundació Planeta Imaginario, per a l'atenció de nens
autistes.
De 1986 a 1990 fou secretari de Nuevas Generaciones de Barcelona i és militant del Partit Popular de Catalunya de, que n'ha estat secretari de política municipal. A les eleccions municipals de 1991, 1995, 1999 i 2003 fou escollit regidor de l'ajuntament de Mataró i ha estat membre del Consell Comarcal del Maresme entre 1991 i 2003.
En 2004 va substituir en el seu escó Dolors Nadal i Aymerich, escollida diputada a les eleccions al Parlament de Catalunya de 2003.
A partir de 2010 es va significar per la seva posició en contra el dret a decidir dels catalans mitjançant articles de premsa, així com la seva participació en programes de ràdio i televisió. El 2014 va rebre recolzament de plataformes ultranacionalistes espanyolistes, que van fomentar la seva activitat en contra del moviment soberanista català.